# Ha-201
Ha-201 — підводний човен Імперського флоту Японії, споруджений під час Другої світової війни.
Кораблі типу Ha-201 стали першими бойовими підводними човнами третього рангу у складі Імперського флоту за більш ніж чверть століття (після споруджених у часи Першої світової війни субмарин типу S1). Їх особливістю була висока швидкість під водою — 13,9 вузла, яка при цьому перевищувала швидкість на поверхні (вищий показник мали лише підводні човни типу I-201, що могли видавати під водою 19 вузлів).
Ha-201 спорудили на верфі ВМФ у Сасебо лише за два з половиною місяці до капітуляції Японії. Він так і не встиг взяти участі у бойових, а у вересні 1945-го потрапив під контроль союзників. 1 квітня 1946-го човен затопили у Східнокитайському морі.